# Жута мухара
Жута мухара или светложута мухара (лат. Amanita gemmata) јесте отровна гљива из фамилије пупавки Amanitaceae и припада роду Amanita. Њен синоним Amanita junguillea је веома распрострањен и често се жута мухара може пронаћи у литератури под овим именом.. „Gemmata” значи, украшен, окићен. а пошто се на клобуку ове гљиве дуго задржавају делови омотача беле крпице, на основу тога и добиле име. Микоризна је гљива која је широко распрострањена у Европи и Америци. Најчешће ступа у микоризу са четинарским дрвећем, међутим може се наћи у мешовитим шумама као и поред путева. Расте појединачно или у групи у лето и јесен.

## Опис плодног тела
Клобук је светложуте до окер боје, пречника од 4-8цм. Када је млада гљива има облик јајета, затим клобук попримава све равнији облик. На површини клобука се примећују беле крпице које представлјају остатке велума, које лако може киша да спере. Руб клобук је скоро па увек ребраст. По влажном времену је лепљив и слузав у супротном сув. Листићи су бели, дебели, неједнаке дужине, не силазе низ дршку. Дршка је бела, док је млада пуна затим шупља, глатка и ломљива, висине до 15цм. У бази је гомољасто задебљана. Приметни су остаци велума. Месо је бело, чврста и мирише на репу. Испод клобука примећује се жућкасто месо Укус је непријатан. 

## Микроскопија
Споре су облику елипсе, глатке. Отисак спора је беле боје.

## Токсичност
Препоставља се да је токсична јер садржи муксимол и иботенску киселину

## Сличне врсте
Може се помешати са једном од најотровнијих гљива наших простора зеленом пупавком (лат. Amanita phalloides), као и отровном жућкастом пупавком (лат. Amanita citrina)

## Галерија
- Amanita gemmata
- млад примерак
- Amanita gemmata, након кише